# Francisco Avendaño
Francisco Avendaño (Monterrey, 26 de diciembre de 1958) es un actor mexicano de televisión, reconocido por sus diversas intervenciones en programas unitarios como La rosa de Guadalupe y Como dice el dicho.

## Filmografía

### Telenovelas
- Papas por siempre (2025-2026) Chano
- La hija del mariachi (2025)[1]
- El maleficio (2023/2024) - Arturo Montesinos
- Tierra de esperanza  (2023) - Víctor Valderrama
- Amor dividido (2022) - Ismael Puig[2]
- Médicos, línea de vida (2019/2020) - Alfredo Ponce de León
- Sin tu mirada (2017/2018) - Doctor Fernando Muñoz de Baena
- Un camino hacia el destino (2016) - Doctor Espinoza
- El hotel de los secretos (2016) - Juez Fausto Barreda
- Lo imperdonable (2015) - Aldo
- Por siempre mi amor (2013/2014)
- Mentir para vivir (2013) - Veterinario
- Por ella soy Eva (2012) - Doctor
- Los exitosos Pérez (2009/2010) - Ricardo
- Amar sin límites (2006/2007) - Benjamín
- Duelo de pasiones (2006) - Hernán
- Rebelde (2004/2006) - Gustavo Ruiz Palacios
- Corazones al límite (2004) - Ulises Arellano
- Clase 406 (2002/2003) - Don Humberto
- Las vías del amor (2002/2003) - Javier Loyola Jr.
- Cómplices al rescate (2002) - Héctor Ricca
- Carita de ángel (2000/2001) - Dr. Andrés Urquiza
- Mi destino eres tú (2000) - Gustavo Becker
- Ramona (2000) - Billy
- Tres mujeres (1999/2000) - Dr. Alberto Valero
- Infierno en el paraíso (1999) - Genaro
- El privilegio de amar (1998/1999) - Dr. Jaime D'Ávila
- El día que me quieras (1994/1995) - Alejandro
- Sueño de amor (1993) - Mario
- Balada por un amor (1989/1990) - Giullio/Luigui
- El cristal empañado (1989) - Arturo
- Herencia maldita (1986/1987)
- Angélica (1985) - Mario
- En busca del paraíso (1982/1983) - Carlos
- El amor nunca muere (1982) - Ricardo
- Aprendiendo a amar (1980/1981) - León

### Series
- Mujeres asesinas (2024) - Alex[3]
- Gloria Trevi: ellas soy yo (2023) - Felipe[4]
- Un día para vivir (2023) - Fernando[5]
- Como dice el dicho (2013-2017) - Varios personajes
- Mujeres asesinas 2 (2009) - Fernando Oropeza
- Terminales (2008) - Arturo Magallanes
- La rosa de Guadalupe (2008-2018)  - Varios personajes
- Objetos perdidos (2007) - Doctor Alberto
- Mujer, casos de la vida real